# کاترین مک‌کنا
کاترین مک‌کنا (انگلیسی: Catherine McKenna) سیاستمدار لیبرال کانادایی است. او وزیر محیط زیست و تغییرات آب و هوایی کانادا است. او وکیل متخصص در تجارت بین‌المللی و حقوق بشر است، پیش از این با گروه‌های غیردولتی در پیشبرد حقوق بشر در کشورهای در حال توسعه کار می‌کرده است. او همچنین مشاور حقوقی سازمان ملل متحد در مذاکرات صلح تیمور شرقی بوده است.